# Study Butte
Study Butte è un census-designated place degli Stati Uniti d'America, situato nella contea di Brewster dello Stato del Texas.

## Geografia fisica
Study Butte-Terlingua è situata a 29°19′31″N 103°33′37″W (29.325224, -103.560383).
Secondo lo United States Census Bureau, ha un'area totale di 15,9 miglia quadrate (41 km²).

## Società

### Evoluzione demografica
Secondo il censimento del 2000, c'erano 267 persone, 104 nuclei familiari, e 60 famiglie residenti nella città. La densità di popolazione era di 16,7 persone per miglio quadrato (6,5/km²). C'erano 122 unità abitative a una densità media di 7.6/sq mi (3,0/km²). La composizione etnica della città era formata dal 73,41% di bianchi, l'1.12% di afroamericani, il 2,62% di nativi americani, il 20,97% di altre razze, e l'1.87% di due o più etnie. Ispanici o latinos di qualunque razza erano il 51,69% della popolazione.
C'erano 104 nuclei familiari di cui il 28,8% avevano figli di età inferiore ai 18 anni, il 44,2% erano coppie sposate conviventi, il 7,7% aveva un capofamiglia femmina senza marito, e il 42,3% erano non-famiglie. Il 36,5% di tutti i nuclei familiari erano individuali e il 5,8% aveva componenti con un'età di 65 anni o più che vivevano da soli. Il numero di componenti medio di un nucleo familiare era di 2,57 e quello di una famiglia era di 3,58.
La popolazione era composta dal 29,2% di persone sotto i 18 anni, il 9,7% di persone dai 18 ai 24 anni, il 25,1% di persone dai 25 ai 44 anni, il 25,5% di persone dai 45 ai 64 anni, e il 10,5% di persone di 65 anni o più. L'età media era di 34 anni. Per ogni 100 femmine c'erano 130,2 maschi. Per ogni 100 femmine dai 18 anni in giù, c'erano 139,2 maschi.
Il reddito medio di un nucleo familiare era di 35.357 dollari, e quello di una famiglia era di 33.750 dollari. I maschi avevano un reddito medio pro capite di 17.366 dollari contro i 16.563 dollari delle femmine. Il reddito medio pro capite era di 15.052 dollari. Circa il 10,2% delle famiglie e il 19,2% della popolazione erano sotto la soglia di povertà, incluso il 25,7% di persone sotto i 18 anni di età.